# NGC 1056
NGC 1056 este o galaxie seyfert de tip 2⁠(d) situată în constelația Berbecul. A fost descoperită în 26 octombrie 1786 de către William Herschel. Se află la o distanță de 30,62 de megaparseci de Pământ.